# Campeonato Mundial de Ciclismo en Ruta de 1999
El LXVI Campeonato Mundial de Ciclismo en Ruta se realizó en Verona (Italia) entre el 4 y el 10 de octubre de 1999, bajo la organización de la Unión Ciclista Internacional (UCI) y la Federación Ciclista Italiana.
El campeonato constó de carreras en las especialidades de contrarreloj y de ruta, en las divisiones élite masculino, élite femenino y masculino sub-23; en total se otorgaron seis títulos de campeón mundial. 

## Resultados

### Masculino
- Contrarreloj

| Puesto | Ciclista          | País        | Tiempo  |
| ------ | ----------------- | ----------- | ------- |
| Oro    | Jan Ullrich       | Alemania    | 1:00:28 |
| Plata  | Michael Andersson | Suecia      | 1:00:42 |
| Bronce | Chris Boardman    | Reino Unido | 1:01:27 |

- Ruta

| Puesto | Ciclista         | País    | Tiempo  |
| ------ | ---------------- | ------- | ------- |
| Oro    | Óscar Freire     | España  | 6:19:29 |
| Plata  | Markus Zberg     | Suiza   | 6:19:33 |
| Bronce | Jean-Cyril Robin | Francia | 6:19:33 |

### Femenino
- Contrarreloj

| Puesto | Ciclista                      | País         | Tiempo   |
| ------ | ----------------------------- | ------------ | -------- |
| Oro    | Leontien Zijlaard-van Moorsel | Países Bajos | 32:31,87 |
| Plata  | Anna Wilson                   | Australia    | 32:36,44 |
| Bronce | Edita Pučinskaitė             | Lituania     | 33:03,62 |

- Ruta

| Puesto | Ciclista          | País      | Tiempo  |
| ------ | ----------------- | --------- | ------- |
| Oro    | Edita Pučinskaitė | Lituania  | 2:59:49 |
| Plata  | Anna Wilson       | Australia | 3:00:07 |
| Bronce | Diana Žiliūtė     | Lituania  | 3:00:07 |

### Sub-23
- Contrarreloj

| Puesto | Ciclista            | País      | Tiempo   |
| ------ | ------------------- | --------- | -------- |
| Oro    | José Iván Gutiérrez | España    | 39:34,96 |
| Plata  | Michael Rogers      | Australia | 39:36,52 |
| Bronce | Yevgueni Petrov     | Rusia     | 40:04,14 |

- Ruta

| Puesto | Ciclista          | País     | Tiempo  |
| ------ | ----------------- | -------- | ------- |
| Oro    | Leonardo Giordani | Italia   | 4:22:36 |
| Plata  | Luca Paolini      | Italia   | 4:22:45 |
| Bronce | Matthias Kessler  | Alemania | 4:22:45 |

## Medallero
| Núm. | País         | Oro | Plata | Bronce | Total |
| ---- | ------------ | --- | ----- | ------ | ----- |
| 1    | España       | 2   | 0     | 0      | 2     |
| 2    | Italia       | 1   | 1     | 0      | 2     |
| 3    | Lituania     | 1   | 0     | 2      | 3     |
| 4    | Alemania     | 1   | 0     | 1      | 2     |
| 5    | Países Bajos | 1   | 0     | 0      | 1     |
| 6    | Australia    | 0   | 3     | 0      | 3     |
| 7    | Suecia       | 0   | 1     | 0      | 1     |
| 8    | Suiza        | 0   | 1     | 0      | 1     |
| 9    | Francia      | 0   | 0     | 1      | 1     |
|      | Reino Unido  | 0   | 0     | 1      | 1     |
|      | Rusia        | 0   | 0     | 1      | 1     |
|      | TOTAL        | 6   | 6     | 6      | 18    |